# Lobocleta griseolimbata
Lobocleta griseolimbata är en fjärilsart som beskrevs av Louis Beethoven Prout 1922. Lobocleta griseolimbata ingår i släktet Lobocleta och familjen mätare. Inga underarter finns listade i Catalogue of Life.